# Шепартон
Шепартон (енгл. Shepparton) је град Аустралији у савезној држави Викторија. Према попису из 2006. у граду је живело 38.773 становника.

## Становништво
Према попису, у граду је 2006. живело 38.773 становника.
| 1991.  | 1996.  | 2001.  | 2006.  |
| ------ | ------ | ------ | ------ |
| 30,511 | 31,945 | 35,828 | 38,773 |